# Aroncés
Aroncés (en asturiano: Arancés) es un lugar español de la parroquia de Piñera, perteneciente al municipio de Cudillero, en la comunidad autónoma de Asturias.

## Toponimia
El lugar puede encontrarse referido como Aroncés, Arancés y Aronces.

## Historia
Hacia mediados del siglo XIX, el lugar, ya por entonces perteneciente a la parroquia de Piñera del municipio de Cudillero, tenía contabilizada una población de 182 habitantes. Aparece descrito en el segundo volumen del Diccionario geográfico-estadístico-histórico de España y sus posesiones de Ultramar de Pascual Madoz con las siguientes palabras:

ARANCÉS: l. en la prov. de Oviedo (7 leg.), part. jud. de Pravia (1 1/2), ayunt. de Cudillero (1/4), y felig. de Sta. Maria de Piñera (1/8): sit. entre Cudillero y la Concha de Aguilar cerca del mar al E. de la Atalaya: su terreno fértil y prod. toda clase de granos y semillas, hortaliza y alguna fruta. pobl. 44 vec. 182 almas.
(Madoz, 1845, p. 418)

En 2023, la entidad singular de población de Aroncés tenía empadronados 163 habitantes, todos ellos en el núcleo de población de ese nombre.